# Подільський район (Київ)
Поді́льський райо́н — один із десяти районів столиці України, міста Києва, розташований на правому березі річки Дніпро. 
До складу району входять селище Шевченка, житлові масиви Вітряні гори, Виноградар, Куренівка, частина Нивок, Рибальський півострів, Мостицький масив, Біличе Поле і центральна частина — Поділ (ця місцевість і дала назву району). 
Створений у 1921 році. У 1924 році його перейменували на Петровський на честь голови ВУЦВК Григорія Петровського. У 1944 році району повернули історичну назву.

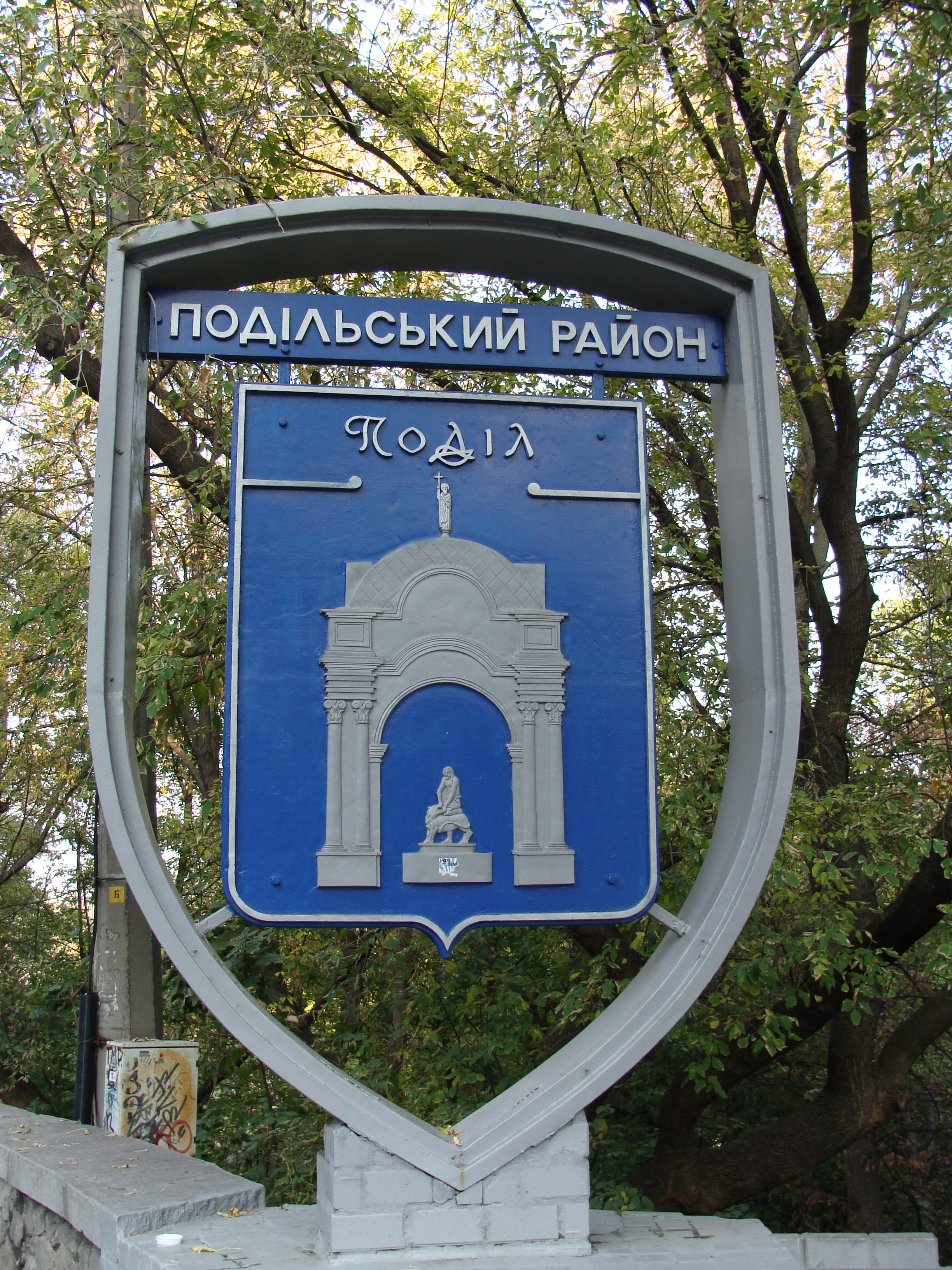
Знак при в'їзді до Подільського району на Володимирському узвозі

## Освіта і культура
На території району розташовані Національний університет «Києво-Могилянська академія», Київська державна академія водного транспорту, Академія муніципального управління, Відкритий міжнародний університет розвитку людини «Україна», Інститут підприємництва, права та реклами, Гімназія № 257 «Синьоозерна». Працює «Театр на Подолі» та театр «Колесо», а також культурно-просвітницький центр «Alex Art House». Частково на території Подільського району (і частково — Шевченківського) — Андріївський узвіз.

## Промисловість
На території району перебуває близько 50 виробничих підприємств, серед яких деякі зі світовим ім'ям: ЗАТ Київський завод шампанських вин «Столичний», ЗАТ «Пивзавод на Подолі», ЗАТ «Київський вітамінний завод», ВАТ «Фармак», ТОВ «Ювелірний завод «Діамант 13».

## Населення
Чисельність населення району:
- 2001 — 180 424 осіб
- 2008 — 186 708 осіб
- 2020 — 208 281 особа[7]

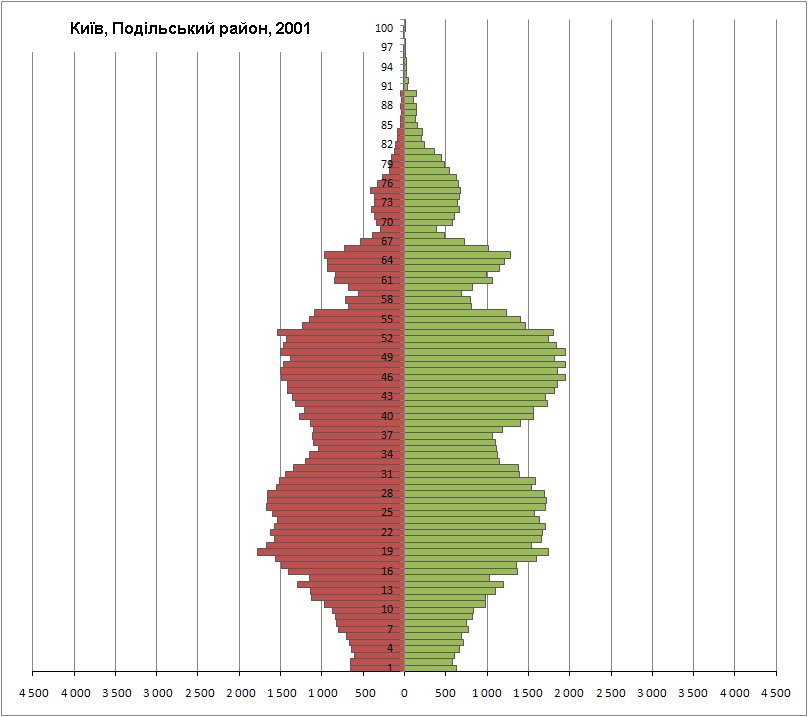
Статево-вікова піраміда населення Подільського району у 2001 р.

### Мовний склад
Рідна мова населення за даними перепису 2001 року:
| Мова       | Чисельність, осіб | Доля     |
| ---------- | ----------------- | -------- |
| Українська | 131 287           | 73,94 %  |
| Російська  | 44 446            | 25,03 %  |
| Інше       | 1 830             | 1,03 %   |
| Разом      | 177 563           | 100,00 % |